# Europacup I hockey vrouwen 1997
De 24ste editie van de Europacup I voor vrouwen werd gehouden van 16 mei tot en met 19 mei 1997 in Amsterdam.
De hockeydames van het Duitse Berliner HC wonnen het toernooi door in de finale HGC te verslaan.

## Uitslag poules

### Uitslag poule A
| Team                   | Pnt | GS | W | G | V | DV | DT | DS  |
| ---------------------- | --- | -- | - | - | - | -- | -- | --- |
| 1. HGC                 | 9   | 3  | 3 | 0 | 0 | 20 | 2  | +18 |
| 2. Glasgow Western LHC | 6   | 3  | 2 | 0 | 1 | 7  | 6  | +1  |
| 3. Stade Français      | 3   | 3  | 1 | 0 | 2 | 3  | 15 | −12 |
| 4. Šiauliai            | 0   | 3  | 0 | 0 | 3 | 2  | 9  | −7  |

### Uitslag poule B
| Team                    | Pnt | GS | W | G | V | DV | DT | DS |
| ----------------------- | --- | -- | - | - | - | -- | -- | -- |
| 1. Berliner HC          | 9   | 3  | 3 | 0 | 0 | 10 | 5  | +5 |
| 2. Hightown HC          | 6   | 3  | 2 | 0 | 1 | 7  | 7  | 0  |
| 3. Donchanka Volgodonsk | 3   | 3  | 1 | 0 | 2 | 9  | 8  | +1 |
| 4. Valdeluz             | 0   | 3  | 0 | 0 | 3 | 7  | 13 | −6 |

## Poulewedstrijden

### Vrijdag 16 mei 1997
- A HGC - Stade Francais 11-0
- A Glasgow W. - Siauliai 2-1
- B Hightown - Donchanka V. 3-2
- B Berliner - Valdeluz 4-3

### Zaterdag 17 mei 1997
- A HGC - Siauliai 5-0
- A Glasgow W. - Stade Francais 3-1
- B Hightown - Valdeluz 4-2
- B Berliner - Donchanka V. 3-2

### Zondag 18 mei 1997
- A HGC - Glasgow W. 4-2
- A Siauliai - Stade Francais 1-2
- B Hightown - Berliner 0-3
- B Valdeluz - Donchanka V. 2-5

## Finales

### Maandag 19 mei 1997
- 4A - 3B Siauliai - Dochanka 1-3
- 3A - 4B Stade Francaise - Valdeluz 3-6
- 2A - 2B Glasgow W. - Hightown 3-5
- 1A - 1B HGC - Berliner 1-2

## Einduitslag
1.  Berliner HC 

2.  HGC 

3.  Hightown HC 

4.  Glasgow Western LHC

5.  Donchanka Volgodonsk 

5.  Valdeluz 

7.  Stade Français 

7.  Šiauliai

## Kampioen
| Europacup I 1997            |
| --------------------------- |
| Rüsselsheimer RK 1ste titel |